# Біловська сільська рада (Ребріхинський район)
Біло́вська сільська рада (рос. Беловский  сельский совет) — сільське поселення у складі Ребріхинського району Алтайського краю Росії.
Адміністративний центр — село Білово.

## Історія
2014 року ліквідована Георгієвська сільська рада (село Георгієвка), територія увійшла до складу Біловської сільради.

## Населення
Населення — 1843 особи (2019; 2126 в 2010, 2578 у 2002).

## Склад
До складу сільської ради входять:
| Населений пункт  | Населення, осіб (2002) | Населення, осіб (2010) |
| ---------------- | ---------------------- | ---------------------- |
| Білово, село     | 1781                   | 1553                   |
| Георгієвка, село | 797                    | 573                    |